# حصن جبل يمين
حصن جبل يمين وهو أحد الحصون الأثرية ويقع في قمة جبل (يُمَيْن) في عزلة العزاعز الشمايتين ويشرف على المناطق المجاورة كالأصابح والقريشة. ويعد الحصن من المعاقل الدفاعية التي سيطرت عليه دول متعاقبة لدولة بني زريع، ثم الدولة الصليحية، والأيوبيون، وحكام بني رسول وغيرهم.

## الآثار المتبقية
يوجد بقايا مبان لأبراج دفاعية منها نوبتان إحداها شرقية والأخرى جنوبية. وتنتشر على أطراف الحصن عدد من المواجل المحفورة في صميم الصخر، وأخرى مبنية بالحجارة والقضاض.